# Ломание всходов
Лома́ние всхо́дов, ломание посевов — применявшийся в прошлом сельскохозяйственный приём, состоящий в том, что засеянное поле вновь боронуется или мелко перепахивается на 5—7 см в то время, когда семена наклюнутся и дадут корешки, равные длине зерна, но не позже. Ломание всходов применяется в отношении, главным образом овса, проса (в редких случаях ячменя и гороха) и практикуется только в тех случаях, когда до всходов почва либо покрывается коркой, задерживающей всходы, либо зарастает сорняками, успевших появиться ранее всходов культурного растения. Ломание всходов в настоящее время, в связи с ростом уровня агротехники, почти не применяется. Сильно засоренные участки до посева культурных растений очищают от сорняков весенней их провокацией, после чего сеют просо, гречиху, кукурузу на зелёный корм для скота.